# Nieuw-Zeelands voetbalelftal (vrouwen)
Het Nieuw-Zeelands vrouwenvoetbalelftal is een voetbalteam dat uitkomt voor Nieuw-Zeeland bij internationale wedstrijden, zoals het Oceanisch kampioenschap.

## Prestaties op eindronden

### Wereldkampioenschap
| Jaar   | Resultaat           | Wed                 | W                   | G                   | V                   | DV                  | DT                  |
| ------ | ------------------- | ------------------- | ------------------- | ------------------- | ------------------- | ------------------- | ------------------- |
| 1991   | Groepsfase          | 3                   | 0                   | 0                   | 3                   | 1                   | 11                  |
| 1995   | Niet gekwalificeerd | Niet gekwalificeerd | Niet gekwalificeerd | Niet gekwalificeerd | Niet gekwalificeerd | Niet gekwalificeerd | Niet gekwalificeerd |
| 1999   | Niet gekwalificeerd | Niet gekwalificeerd | Niet gekwalificeerd | Niet gekwalificeerd | Niet gekwalificeerd | Niet gekwalificeerd | Niet gekwalificeerd |
| 2003   | Niet gekwalificeerd | Niet gekwalificeerd | Niet gekwalificeerd | Niet gekwalificeerd | Niet gekwalificeerd | Niet gekwalificeerd | Niet gekwalificeerd |
| 2007   | Groepsfase          | 3                   | 0                   | 0                   | 3                   | 0                   | 9                   |
| 2011   | Groepsfase          | 3                   | 0                   | 1                   | 2                   | 4                   | 6                   |
| 2015   | Groepsfase          | 3                   | 0                   | 2                   | 1                   | 2                   | 3                   |
| 2019   | Groepsfase          | 3                   | 0                   | 0                   | 3                   | 1                   | 5                   |
| / 2023 | Groepsfase          | 3                   | 1                   | 1                   | 1                   | 1                   | 1                   |
| Totaal | 6/9                 | 18                  | 1                   | 4                   | 13                  | 9                   | 35                  |

### Olympische Spelen
| Jaar   | Resultaat                         | Wed                               | W                                 | G                                 | V                                 | DV                                | DT                                |
| ------ | --------------------------------- | --------------------------------- | --------------------------------- | --------------------------------- | --------------------------------- | --------------------------------- | --------------------------------- |
| 1996   | Niet gekwalificeerd               | Niet gekwalificeerd               | Niet gekwalificeerd               | Niet gekwalificeerd               | Niet gekwalificeerd               | Niet gekwalificeerd               | Niet gekwalificeerd               |
| 2000   | Niet gekwalificeerd               | Niet gekwalificeerd               | Niet gekwalificeerd               | Niet gekwalificeerd               | Niet gekwalificeerd               | Niet gekwalificeerd               | Niet gekwalificeerd               |
| 2004   | Niet deelgenomen aan kwalificatie | Niet deelgenomen aan kwalificatie | Niet deelgenomen aan kwalificatie | Niet deelgenomen aan kwalificatie | Niet deelgenomen aan kwalificatie | Niet deelgenomen aan kwalificatie | Niet deelgenomen aan kwalificatie |
| 2008   | Eerste ronde                      | 3                                 | 0                                 | 1                                 | 2                                 | 2                                 | 7                                 |
| 2012   | Kwartfinale                       | 4                                 | 1                                 | 0                                 | 3                                 | 3                                 | 5                                 |
| 2016   | Eerste ronde                      | 3                                 | 1                                 | 0                                 | 2                                 | 1                                 | 5                                 |
| Totaal | 3/6                               | 10                                | 2                                 | 1                                 | 7                                 | 6                                 | 17                                |

### CONCACAF Gold Cup
Het Nieuw-Zeelandse elftal werd eenmaal uitgenodigd om deel te nemen aan de CONCACAF Gold Cup.
| Jaar   | Resultaat | Wed | W | G | V | DV | DT |
| ------ | --------- | --- | - | - | - | -- | -- |
| 1993   | Runner-up | 1   | 1 | 1 | 1 | 7  | 3  |
| Totaal | 1/9       | 1   | 1 | 1 | 1 | 7  | 3  |

## Selecties

### Huidige selectie
Interlands en doelpunten bijgewerkt tot en met de WK-wedstrijd Kameroen  (2 - 1)  Nieuw-Zeeland op 20 juni 2019.
|                          |                           |      |        |                         |        |
|                          |                           |      |        |                         |        |
|                          |                           |      |        |                         |        |
|                          |                           |      |        |                         |        |
| Nr.                      | Naam                      | Wed. | Dlpnt. | Club                    | Debuut |
| Doel                     |                           |      |        |                         |        |
| 1                        | Erin Nayler 32 jaar       | 68   | 0      | Bordeaux                | 2013   |
| 21                       | Victoria Esson 34 jaar    | 4    | 0      | Avaldsnes               | 2018   |
| 23                       | Nadia Olla 25 jaar        | 1    | 0      | Western Springs         | 2018   |
| Verdediging              |                           |      |        |                         |        |
| 2                        | Ria Percival 35 jaar      | 146  | 14     | West Ham United         | 2006   |
| 3                        | Anna Green 34 jaar        | 78   | 7      | Miramar Rangers         | 2006   |
| 4                        | CJ Bott 29 jaar           | 20   | 1      | Vittsjö                 | 2014   |
| 5                        | Nicole Stratford 36 jaar  | 0    | 0      | Glenfield Rovers        | 2019   |
| 6                        | Rebekah Stott 31 jaar     | 77   | 4      | Avaldsnes               | 2012   |
| 7                        | Ali Riley 37 jaar         | 130  | 1      | Chelsea                 | 2007   |
| 8                        | Abby Erceg 35 jaar        | 141  | 6      | North Carolina Courage  | 2006   |
| 15                       | Sarah Morton 26 jaar      | 7    | 1      | Western Springs         | 2018   |
| 18                       | Stephanie Skilton 30 jaar | 10   | 0      | Papakura City           | 2014   |
| Middenveld               |                           |      |        |                         |        |
| 10                       | Annalie Longo 33 jaar     | 120  | 15     | 0Clubloos               | 2006   |
| 12                       | Betsy Hassett 34 jaar     | 116  | 13     | KR Reykjavík            | 2008   |
| 14                       | Katie Bowen 30 jaar       | 65   | 3      | Utah Royals             | 2011   |
| 16                       | Katie Duncan 37 jaar      | 125  | 1      | Onehunga Sports         | 2006   |
| 20                       | Daisy Cleverley 27 jaar   | 9    | 2      | California Golden Bears | 2014   |
| 22                       | Olivia Chance 31 jaar     | 18   | 0      | 0Clubloos               | 2011   |
| Aanval                   |                           |      |        |                         |        |
| 9                        | Emma Kete 37 jaar         | 53   | 3      | 0Clubloos               | 2007   |
| 11                       | Sarah Gregorius 37 jaar   | 98   | 35     | Miramar Rangers         | 2010   |
| 13                       | Rosie White 31 jaar       | 106  | 25     | 0Clubloos               | 2009   |
| 17                       | Hannah Wilkinson 32 jaar  | 93   | 25     | Vittsjö                 | 2010   |
| 19                       | Paige Satchell 26 jaar    | 16   | 1      | SC Sand                 | 2016   |
| Bondscoach: Tom Sermanni |                           |      |        |                         |        |

(Nr.= basiself, Nr. + Wed. = , Nr. + Wed. = , Nr. + Wed. = volledige wedstrijd, Dlpnt. = gescoord, 0 = penalty gestopt)

### Wereldkampioenschap
| Selectie van Nieuw-Zeeland bij het Wereldkampioenschap 1991 | Selectie van Nieuw-Zeeland bij het Wereldkampioenschap 1991 | Selectie van Nieuw-Zeeland bij het Wereldkampioenschap 1991 | Selectie van Nieuw-Zeeland bij het Wereldkampioenschap 1991 | Selectie van Nieuw-Zeeland bij het Wereldkampioenschap 1991 |
| №                                                           | Naam                                                        | Wed.                                                        | Dlpnt.                                                      | Club                                                        |
| ----------------------------------------------------------- | ----------------------------------------------------------- | ----------------------------------------------------------- | ----------------------------------------------------------- | ----------------------------------------------------------- |
| Doel                                                        |                                                             |                                                             |                                                             |                                                             |
| 1                                                           | Leslie King                                                 |                                                             |                                                             | Western Springs Auckland                                    |
| 18                                                          | Anne Smith                                                  |                                                             |                                                             | Waikato United                                              |
| Verdediging                                                 |                                                             |                                                             |                                                             |                                                             |
| 2                                                           | Jocelyn Parr                                                |                                                             |                                                             | South Auckland                                              |
| 3                                                           | Cinnamon Chaney                                             |                                                             |                                                             | Miramar Rangers                                             |
| 4                                                           | Lynley Pedruco                                              |                                                             |                                                             | Eden AFC                                                    |
| 13                                                          | Kim Nye                                                     |                                                             |                                                             | Waterside Karori AFC                                        |
| 14                                                          | Maria George                                                |                                                             |                                                             | Miramar Rangers                                             |
| 15                                                          | Teresa McCahill                                             |                                                             |                                                             | Eden AFC                                                    |
| 16                                                          | Vivienne Robertson                                          |                                                             |                                                             | Glenfield Rovers                                            |
| Middenveld                                                  |                                                             |                                                             |                                                             |                                                             |
| 5                                                           | Deborah Pullen                                              |                                                             |                                                             | Glenfield Rovers                                            |
| 6                                                           | Lorraine Taylor                                             |                                                             |                                                             | Nomads United AFC                                           |
| 7                                                           | Maureen Jacobson                                            |                                                             |                                                             | Miramar Rangers                                             |
| 8                                                           | Monique van de Elzen                                        |                                                             |                                                             | Eden AFC                                                    |
| 10                                                          | Donna Baker                                                 |                                                             |                                                             | South Auckland                                              |
| 12                                                          | Julia Campbell                                              |                                                             |                                                             | Nomads United AFC                                           |
| 17                                                          | Lynne Warring                                               |                                                             |                                                             | Miramar Rangers                                             |
| Aanval                                                      |                                                             |                                                             |                                                             |                                                             |
| 9                                                           | Wendy Henderson                                             |                                                             |                                                             | Miramar Rangers                                             |
| 11                                                          | Amanda Crawford                                             |                                                             |                                                             | Western Springs Auckland                                    |

| Selectie van Nieuw-Zeeland bij het Wereldkampioenschap 2007 | Selectie van Nieuw-Zeeland bij het Wereldkampioenschap 2007 | Selectie van Nieuw-Zeeland bij het Wereldkampioenschap 2007 | Selectie van Nieuw-Zeeland bij het Wereldkampioenschap 2007 | Selectie van Nieuw-Zeeland bij het Wereldkampioenschap 2007 |
| №                                                           | Naam                                                        | Wed.                                                        | Dlpnt.                                                      | Club                                                        |
| ----------------------------------------------------------- | ----------------------------------------------------------- | ----------------------------------------------------------- | ----------------------------------------------------------- | ----------------------------------------------------------- |
| Doel                                                        |                                                             |                                                             |                                                             |                                                             |
| 1                                                           | Jenny Bindon                                                |                                                             |                                                             | Three Kings United                                          |
| 12                                                          | Stephanie Puckrin                                           |                                                             |                                                             | Lynn-Avon United                                            |
| 21                                                          | Rachel Howard                                               |                                                             |                                                             | TSV Crailsheim                                              |
| Verdediging                                                 |                                                             |                                                             |                                                             |                                                             |
| 2                                                           | Ria Percival                                                |                                                             |                                                             | Lynn-Avon United                                            |
| 3                                                           | Hannah Bromley                                              |                                                             |                                                             | CCSU Blue Devils                                            |
| 5                                                           | Abby Erceg                                                  |                                                             |                                                             | Western Springs Auckland                                    |
| 6                                                           | Rebecca Smith                                               |                                                             |                                                             | Sunnanå SK                                                  |
| 11                                                          | Marlies Oostdam                                             |                                                             |                                                             | Eastern Suburbs AFC                                         |
| 13                                                          | Ali Riley                                                   |                                                             |                                                             | Stanford Cardinal                                           |
| 15                                                          | Maia Jackmann                                               |                                                             |                                                             | Western Springs Auckland                                    |
| Middenveld                                                  |                                                             |                                                             |                                                             |                                                             |
| 4                                                           | Katie Duncan                                                |                                                             |                                                             | Lynn-Avon United                                            |
| 8                                                           | Hayley Bowden                                               |                                                             |                                                             | Lynn-Avon United                                            |
| 10                                                          | Annalie Longo                                               |                                                             |                                                             | Three Kings United                                          |
| 14                                                          | Simone Carmichael                                           |                                                             |                                                             | Ajax America                                                |
| 16                                                          | Emma Humphries                                              |                                                             |                                                             | Cocoa Expos                                                 |
| 18                                                          | Priscilla Duncan                                            |                                                             |                                                             | Western Springs Auckland                                    |
| 19                                                          | Emily McColl                                                |                                                             |                                                             | Cocoa Expos                                                 |
| Aanval                                                      |                                                             |                                                             |                                                             |                                                             |
| 7                                                           | Zoe Thompson                                                |                                                             |                                                             | Three Kings United                                          |
| 9                                                           | Wendy Henderson                                             |                                                             |                                                             | Upper Hutt City                                             |
| 17                                                          | Rebecca Tegg                                                |                                                             |                                                             | Eastern Suburbs AFC                                         |
| 20                                                          | Merissa Smith                                               |                                                             |                                                             | Three Kings United                                          |

| Selectie van Nieuw-Zeeland bij het Wereldkampioenschap 2011 | Selectie van Nieuw-Zeeland bij het Wereldkampioenschap 2011 | Selectie van Nieuw-Zeeland bij het Wereldkampioenschap 2011 | Selectie van Nieuw-Zeeland bij het Wereldkampioenschap 2011 | Selectie van Nieuw-Zeeland bij het Wereldkampioenschap 2011 |
| №                                                           | Naam                                                        | Wed.                                                        | Dlpnt.                                                      | Club                                                        |
| ----------------------------------------------------------- | ----------------------------------------------------------- | ----------------------------------------------------------- | ----------------------------------------------------------- | ----------------------------------------------------------- |
| Doel                                                        |                                                             |                                                             |                                                             |                                                             |
| 1                                                           | Jenny Bindon                                                |                                                             |                                                             | Hibiscus Coast                                              |
| 20                                                          | Aroon Clansey                                               |                                                             |                                                             | Three Kings United                                          |
| 21                                                          | Erin Nayler                                                 |                                                             |                                                             | Eastern Suburbs AFC                                         |
| Verdediging                                                 |                                                             |                                                             |                                                             |                                                             |
| 2                                                           | Ria Percival                                                |                                                             |                                                             | 1. FFC Frankfurt                                            |
| 3                                                           | Anna Green                                                  |                                                             |                                                             | Adelaide United                                             |
| 5                                                           | Abby Erceg                                                  |                                                             |                                                             | Fencibles United                                            |
| 6                                                           | Rebecca Smith                                               |                                                             |                                                             | VfL Wolfsburg                                               |
| 7                                                           | Ali Riley                                                   |                                                             |                                                             | Western New York Flash                                      |
| 18                                                          | Katie Bowen                                                 |                                                             |                                                             | Glenfield Rovers                                            |
| 19                                                          | Kristy Hill                                                 |                                                             |                                                             | Fencibles United                                            |
| Middenveld                                                  |                                                             |                                                             |                                                             |                                                             |
| 4                                                           | Katie Duncan                                                |                                                             |                                                             | Glenfield Rovers                                            |
| 8                                                           | Hayley Bowden                                               |                                                             |                                                             | Chelsea F.C. Women                                          |
| 11                                                          | Kirsty Yallop                                               |                                                             |                                                             | Vittsjö GIK                                                 |
| 12                                                          | Betsy Hassett                                               |                                                             |                                                             | California Golden Bears                                     |
| 16                                                          | Annalie Longo                                               |                                                             |                                                             | Three Kings United                                          |
| Aanval                                                      |                                                             |                                                             |                                                             |                                                             |
| 9                                                           | Amber Hearn                                                 |                                                             |                                                             | FF USV Jena                                                 |
| 10                                                          | Sarah Gregorius                                             |                                                             |                                                             | Eastern Suburbs AFC                                         |
| 13                                                          | Rosie White                                                 |                                                             |                                                             | Three Kings United                                          |
| 14                                                          | Sarah McLaughlin                                            |                                                             |                                                             | Claudelands Rovers                                          |
| 15                                                          | Emma Kete                                                   |                                                             |                                                             | Three Kings United                                          |
| 17                                                          | Hannah Wilkinson                                            |                                                             |                                                             | Glenfield Rovers                                            |

| Selectie van Nieuw-Zeeland bij het Wereldkampioenschap 2015 | Selectie van Nieuw-Zeeland bij het Wereldkampioenschap 2015 | Selectie van Nieuw-Zeeland bij het Wereldkampioenschap 2015 | Selectie van Nieuw-Zeeland bij het Wereldkampioenschap 2015 | Selectie van Nieuw-Zeeland bij het Wereldkampioenschap 2015 |
| №                                                           | Naam                                                        | Wed.                                                        | Dlpnt.                                                      | Club                                                        |
| ----------------------------------------------------------- | ----------------------------------------------------------- | ----------------------------------------------------------- | ----------------------------------------------------------- | ----------------------------------------------------------- |
| Doel                                                        |                                                             |                                                             |                                                             |                                                             |
| 1                                                           | Erin Nayler                                                 | 28                                                          | 0                                                           | Norwest United                                              |
| 21                                                          | Rebecca Rolls                                               | 21                                                          | 0                                                           | Three Kings United                                          |
| 23                                                          | Cushla Lichtwark                                            | 0                                                           | 0                                                           | Upper Hutt City                                             |
| Verdediging                                                 |                                                             |                                                             |                                                             |                                                             |
| 2                                                           | Ria Percival                                                | 103                                                         | 11                                                          | FF USV Jena                                                 |
| 3                                                           | Anna Green                                                  | 55                                                          | 7                                                           | n.v.t.                                                      |
| 5                                                           | Abby Erceg                                                  | 113                                                         | 4                                                           | Chicago Red Stars                                           |
| 6                                                           | Rebekah Stott                                               | 39                                                          | 0                                                           | n.v.t.                                                      |
| 7                                                           | Ali Riley                                                   | 92                                                          | 1                                                           | FC Rosengård                                                |
| 15                                                          | Meikayla Moore                                              | 10                                                          | 0                                                           | Eastern Suburbs AFC                                         |
| 18                                                          | Catherine Bott                                              | 1                                                           | 0                                                           | Forrest Hill Milford                                        |
| Middenveld                                                  |                                                             |                                                             |                                                             |                                                             |
| 4                                                           | Katie Duncan                                                | 102                                                         | 1                                                           | FC Zürich                                                   |
| 11                                                          | Kirsty Yallop                                               | 89                                                          | 12                                                          | Vittsjö GIK                                                 |
| 12                                                          | Betsy Hassett                                               | 79                                                          | 8                                                           | n.v.t.                                                      |
| 14                                                          | Katie Bowen                                                 | 26                                                          | 0                                                           | UNC Asheville Bulldogs                                      |
| 16                                                          | Annalie Longo                                               | 78                                                          | 6                                                           | Coastal Spirit FC                                           |
| 19                                                          | Evie Millynn                                                | 2                                                           | 0                                                           | Eastern Suburbs AFC                                         |
| 20                                                          | Daisy Cleverley                                             | 3                                                           | 2                                                           | Forrest Hill Milford                                        |
| Aanval                                                      |                                                             |                                                             |                                                             |                                                             |
| 8                                                           | Jasmine Pereira                                             | 8                                                           | 0                                                           | Three Kings United                                          |
| 9                                                           | Amber Hearn                                                 | 99                                                          | 45                                                          | FF USV Jena                                                 |
| 10                                                          | Sarah Gregorius                                             | 66                                                          | 23                                                          | AS Elfen Saitama                                            |
| 13                                                          | Rosie White                                                 | 69                                                          | 14                                                          | n.v.t.                                                      |
| 17                                                          | Hannah Wilkinson                                            | 69                                                          | 22                                                          | University of Tennessee                                     |
| 22                                                          | Emma Kete                                                   | 48                                                          | 3                                                           | Fencibles United                                            |

| Selectie van Nieuw-Zeeland bij het Wereldkampioenschap 2019 | Selectie van Nieuw-Zeeland bij het Wereldkampioenschap 2019 | Selectie van Nieuw-Zeeland bij het Wereldkampioenschap 2019 | Selectie van Nieuw-Zeeland bij het Wereldkampioenschap 2019 | Selectie van Nieuw-Zeeland bij het Wereldkampioenschap 2019 |
| №                                                           | Naam                                                        | Wed.                                                        | Dlpnt.                                                      | Club                                                        |
| ----------------------------------------------------------- | ----------------------------------------------------------- | ----------------------------------------------------------- | ----------------------------------------------------------- | ----------------------------------------------------------- |
| Doel                                                        |                                                             |                                                             |                                                             |                                                             |
| 1                                                           | Erin Nayler 27 jaar                                         | 3 (68)                                                      | −5                                                          | Bordeaux                                                    |
| 21                                                          | Victoria Esson 28 jaar                                      | 0 (4)                                                       | 0                                                           | Avaldsnes                                                   |
| 23                                                          | Nadia Olla 19 jaar                                          | 0 (1)                                                       | 0                                                           | Western Springs                                             |
| Verdediging                                                 |                                                             |                                                             |                                                             |                                                             |
| 2                                                           | Ria Percival 29 jaar                                        | 3 (146)                                                     | 0 (14)                                                      | West Ham United                                             |
| 3                                                           | Anna Green 28 jaar                                          | 2 (78)                                                      | 0 (7)                                                       | Miramar Rangers                                             |
| 4                                                           | CJ Bott 24 jaar                                             | 2 (20)                                                      | 0 (1)                                                       | Vittsjö                                                     |
| 5                                                           | Nicole Stratford 30 jaar                                    | 0                                                           | 0                                                           | Glenfield Rovers                                            |
| 6                                                           | Rebekah Stott 26 jaar                                       | 3 (77)                                                      | 0 (4)                                                       | Avaldsnes                                                   |
| 7                                                           | Ali Riley 31 jaar                                           | 3 (130)                                                     | 0 (1)                                                       | Chelsea                                                     |
| 8                                                           | Abby Erceg 29 jaar                                          | 3 (141)                                                     | 0 (6)                                                       | North Carolina Courage                                      |
| 15                                                          | Sarah Morton 20 jaar                                        | 0 (7)                                                       | 0 (1)                                                       | Western Springs                                             |
| 18                                                          | Stephanie Skilton 24 jaar                                   | 0 (10)                                                      | 0                                                           | Papakura City                                               |
| 22                                                          | Olivia Chance 25 jaar                                       | 3 (18)                                                      | 0                                                           | 0Clubloos                                                   |
| Middenveld                                                  |                                                             |                                                             |                                                             |                                                             |
| 10                                                          | Annalie Longo 28 jaar                                       | 3 (120)                                                     | 0 (15)                                                      | 0Clubloos                                                   |
| 12                                                          | Betsy Hassett 28 jaar                                       | 3 (116)                                                     | 0 (13)                                                      | KR Reykjavík                                                |
| 14                                                          | Katie Bowen 25 jaar                                         | 3 (65)                                                      | 0 (3)                                                       | Utah Royals                                                 |
| 16                                                          | Katie Duncan 31 jaar                                        | 1 (125)                                                     | 0 (1)                                                       | Onehunga Sports                                             |
| 20                                                          | Daisy Cleverley 22 jaar                                     | 0 (9)                                                       | 0 (2)                                                       | California Golden Bears                                     |
| Aanval                                                      |                                                             |                                                             |                                                             |                                                             |
| 9                                                           | Emma Kete 31 jaar                                           | 1 (53)                                                      | 0 (3)                                                       | 0Clubloos                                                   |
| 11                                                          | Sarah Gregorius 31 jaar                                     | 3 (98)                                                      | 0 (35)                                                      | Miramar Rangers                                             |
| 13                                                          | Rosie White 26 jaar                                         | 3 (106)                                                     | 0 (25)                                                      | 0Clubloos                                                   |
| 17                                                          | Hannah Wilkinson 27 jaar                                    | 2 (93)                                                      | 0 (25)                                                      | Vittsjö                                                     |
| 19                                                          | Paige Satchell 21 jaar                                      | 1 (16)                                                      | 0 (1)                                                       | SC Sand                                                     |
| Bondscoach: Tom Sermanni                                    |                                                             |                                                             |                                                             |                                                             |